# Elis Aidanpää
Elis Aidanpää, född 1932, död 23 augusti 2010, i Jukkasjärvi församling. Han var son till Emil Johansson Aidanpää 1903-1956 och Ida Josefsdotter Huuva 1904-1967. Elis var en svensk (tornedalsk) konstnär. Han var bosatt i Karhuniemi, i västra utkanten av Kiruna.

## Bakgrund
Aidanpää började tidigt måla och visade upp sig som konstnär med en av sina bilder på de ohängdas salong i Luleå år 1960. Den första tiden målade han i olja men i slutet av 1960-talet gick han över till akvarell vilket bidrog till hans genombrott som konstnär. Han blev känd som ”husmålaren” och året runt åkte han omkring i byarna i Kirunas omnejd och målade av gamla hus. Många av de miljöer han dokumenterade på 1970-talet är nu försvunna. Vid samma period började han åka till Svolvær i Nordnorge för att måla de färgrika miljöerna kring fiskelägena. Detta blev en tjugoårig tradition.  
Han hade genom åren utställningar runt om i Sverige och finns representerad med sina verk på att antal offentliga platser, bland annat ABF-huset i Stockholm och i Kiruna på bland annat arbetsförmedlingen, folkhögskolan och rymdhuset. Han har även haft utställningar i Norge och Finland. I samband med att han byggde ett eget galleri minskade antalet utställningar ute i landet. Aidanpää var även en flitigt anlitad föreläsare och de som besökte Karhuniemi fick ofta dikter och berättelser upplästa. 

## Författarskap och upprättandet av kulturpark
De sista åren målade Aidanpää inte lika intensivt utan fokuserade på andra intressen, främst med att bygga upp ett museum med fokus på tillvaron i övre delen av Kalix älvdal under gångna tider. Idén till museet kom sig av hans barndoms somrar som han till stor del tillbringade hos sin mormor Karolina Huuva i byn Alalahti, som då fortfarande låg i väglöst land. Hon var en duktig berättare och änka till en renskötare i Laevas sameby och han fascinerades och präglades av hennes historier och av de människor han fick träffa där. Tidigt beslöt han sig för att dokumentera detta, och barndomen kom att prägla hela hans konstnärskap. Han intervjuade folk i byarna efter Kalix älvdal och skrev ner deras berättelser. Detta blev grunden till bildsviten "Kaalasvuoma" som är en hyllning till fjällfolket och utgjorde en permanent utställning i hans museum. Bilderna var även kompletterade med berättelser om folket och deras gärningar. Han ägnade även mycket kraft åt att dokumentera, och synliggöra, den särpräglade byfinskan som talades i älvdalen, Kaalasvuomafinskan. 
Han uppförde också ett kapell där de mer sakrala bilderna i hans produktion samlades. Han uppförde över 20 egna byggnader på tomten i Karhuniemi och flyttade även dit ett antal gamla kulturbyggnader. I kulturparken kunde man återfinna allt från ett komplett nybyggarhem från förra seklets början till stall och kåtor. År 1985 erhöll han Kiruna kommuns Borg Mesch-stipendium. 